# Marigot, Saint-Martin
Marigot là đô thị chính và là thủ đô của đảo Saint Martin. Dân số năm 2006 ước tính 5.700 người.

## Liên kết
www.geographia.com, St Martin